# Manuel Barreiro Cabanelas
Manuel Barreiro Cabanelas, Conde Cabanelas (Lama, 11 de julho de 1867 — Rio de Janeiro, 22 ou 23 de agosto de 1950), foi um empresário e filantropo galego-brasileiro.

## Biografia

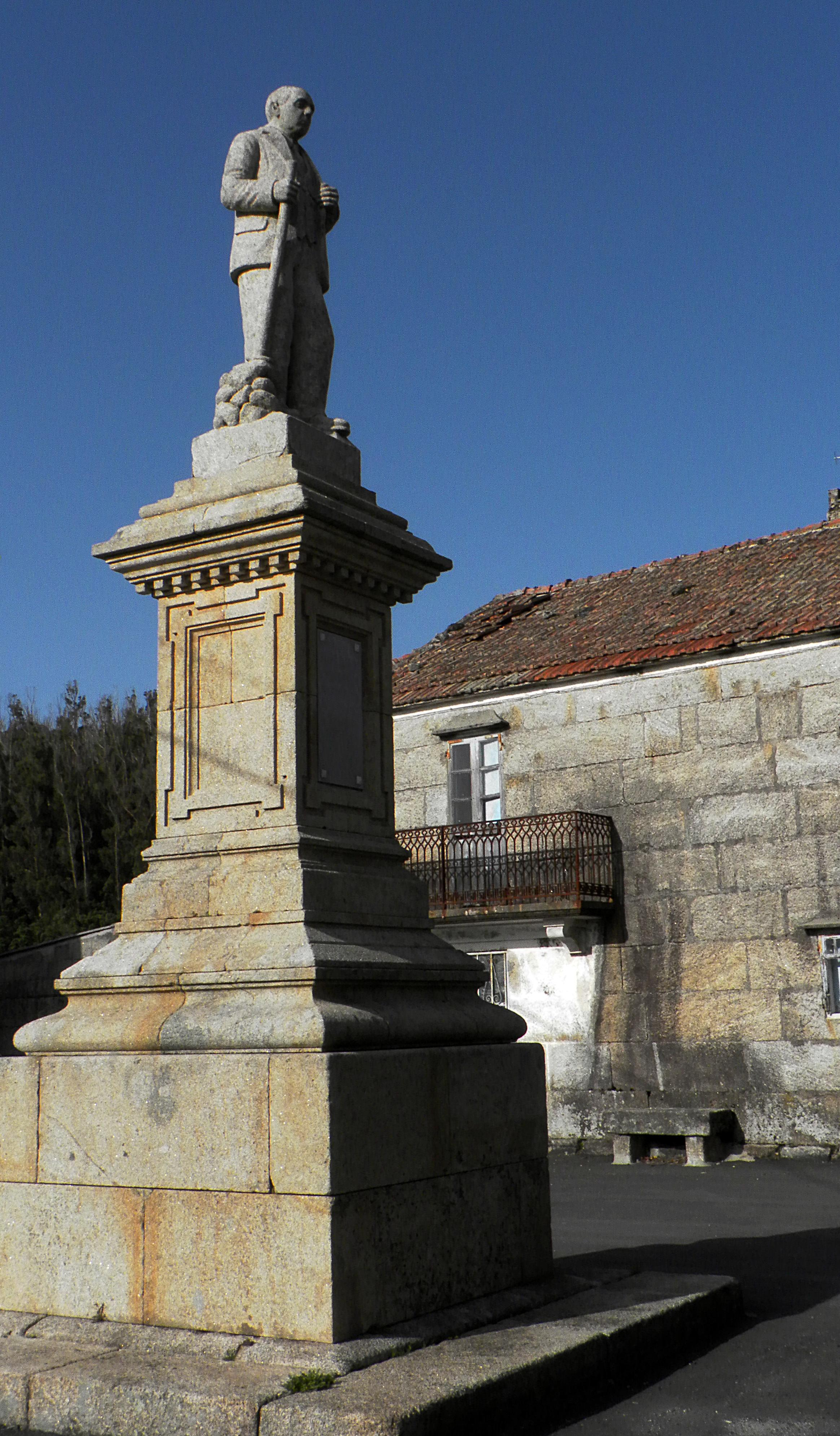
Estátua de Manuel Barreiro Cabanelas, em Covelo.

Filho de um canteiro, emigrou com dezasseis anos para o Rio de Janeiro. Conseguiu progredir nos negócios, especialmente na lotaria, tendo arrecado grande fortuna com os negócios de hotelaria, construção e roupa feminina. Apoiou inúmeras obras na sua paróquia natal, como o abastecimento de água, construção de fontes, bebedouros e casas que doou a quem permanecesse na aldeia. Em 1915 criou um grupo escolar em Laxedo e em 1942 doou ao Estado espanhol o edifício da sua propriedade, com a condição de que este fosse destinado com carácter permanente às colónias escolares. Financiou duas salas do Hospital Provincial de Pontevedra. Um dos seus últimos projetos foi a urbanização do município de Covelo, cujo desenho deixou por escrito, mas que não viu concluído. Morreu no Rio de Janeiro. A rainha Maria Cristina da Áustria tramitou para ele o título nobiliário de conde.